# Идан (дивизия)
340-я дивизия «Ида́н» (ивр. אוגדה 340, עוצבת עידן‎) (в прошлом: 880-я бронетанковая дивизия, 340-я бронетанковая дивизия) — ныне расформированная резервная бронетанковая (а с 2014 года до её расформирования в 2020 году — лёгкая пехотная) дивизия, входившая в состав Центрального военного округа Армии обороны Израиля.

## Состав
Накануне расформирования бригады в 2020 году в её состав входили, помимо прочего:
- 900-я пехотная бригада «Кфир»
- 5-я резервная пехотная бригада (ивр. חטיבה 5‎), включающая, помимо прочего[1]:

 — 7020-й пехотный батальон «Нахшон»
 — 8110-й пехотный батальон «Йоав»
 — 8111-й пехотный батальон «Йехонатан»
 — Разведывательный батальон
- 16-я резервная пехотная бригада «Йерушалаим» (ивр. חטיבת ירושלים‎)
- 847-я резервная бронетанковая бригада «Маркевот Ха-Плада» (ивр. חטיבת מרכבות הפלדה‎), расформированная в августе 2020 года незадолго до расформирования дивизии
- Резервный батальон связи дивизионного подчинения (ивр. גדחי"ק‎ гадхи́к)
- Дивизионная часть тылового обеспечения (ивр. אגד לוגיסטי אוגדתי‎)

## История
Дивизия была основана в 1974 году вскоре после Войны Судного дня в качестве бронетанковой дивизии с штабом, размещённым на базе «Хаса» (также база «Йехудит») вблизи Ашкелона.
В ходе Первой ливанской войны в состав дивизии (в то время под номером 880) входили три бронетанковые бригады:
- 277-я бригада «Ха-Сус ха-Дохер» под командованием полковника Амации Атласа[2];
- 767-я бригада «Эшет» под командованием полковника Хаима Каца;
- 656-я бригада «Нетивей ха-Эш» под командованием полковника Хагая Голана.

С началом войны было решено оставить дивизию в роли резерва, однако дивизия была введена в действие накануне прекращения огня между израильской и сирийской армиями для поддержки и эвакуации попавшего в засаду 362-го танкового батальона (на тот момент подчинённого 399-й бригаде 90-й дивизии «Этгар») в бою у ливанской деревни Султан-Якуб.
В ходе операции «Защитная стена» в апреле 2002 года силы дивизии под командованием бригадного генерала Эяля Шляйна в составе 5-й резервной пехотной бригады под командованием заместителя комбрига подполковника Йехуды (Диди) Йедидьи и 656-й резервной бронетанковой бригады под командованием полковника Эяля Замира были направлены на захват города Дженин и приняли участие в бою в Дженине.
В 2005 году на дивизию была возложена задача исполнения «Плана одностороннего размежевания» в северной части сектора Газа, включая поселения Нисанит, Элей-Синай, Дугит и Нецарим.
С 2005 по апрель 2010 года на командиров дивизии возлагалась дополнительно должность Главного офицера бронетанковых войск (ивр. קשנ"ר‎).
В 2014 году дивизия прошла преобразование из бронетанковой в лёгкую пехотную дивизию, специализирующуюся в проведении антитеррористических операций на различных участках фронта. В рамках процесса реорганизации из состава дивизии были выведены и расформированы 11-я резервная бронетанковая бригада «Ифтах», 600-я резервная бронетанковая бригада «Нетивей ха-Эш» (ивр. חטיבה 600‎) и 130-я резервная бронетанковая бригада «Хавзака» (ивр. חטיבה 130‎). В состав бригады были введены пехотная бригада «Кфир» и 847-я резервная бронетанковая бригада «Маркевот Ха-Плада» (ивр. חטיבת מרכבות הפלדה‎).
15 сентября 2020 года дивизия была расформирована, и на её основе была учреждена 99-я дивизия «Ха’Базак», подчинённая напрямую Командованию сухопутных войск.

## Командиры дивизии
| Имя            | Период                      | Комментарий |
| Моше Леви      | 1976—1977                   | В дальнейшем генерал-лейтенант (рав-алуф), 12-й Начальник Генштаба армии                                                   |
| Натан Нир      |                             | |
| Йом-Тов Тамир  |                             | Командовал дивизией в ходе Первой ливанской войны                                                                          |
| Ами Мораг      | 1983—1984                   | |
| Зеэв Ливне     |                             | В дальнейшем генерал-майор (алуф)                                                                                          |
| Нехемья Тамари | 1986—1988                   | В дальнейшем генерал-майор (алуф)                                                                                          |
| Ицхак Харель   | 1995—1997                   | В дальнейшем генерал-майор (алуф)                                                                                          |
| Эхуд Шани      | 1997—1999                   | В дальнейшем генерал-майор (алуф)                                                                                          |
| Йоав Галант    | 1999—2001                   | В дальнейшем генерал-майор (алуф)                                                                                          |
| Эяль Шлайн     | 2001—2003                   | Командовал дивизией в ходе операции «Защитная стена»                                                                       |
| Узи Москович   | 2003—2005                   | Командовал дивизией в ходе исполнения «Плана одностороннего размежевания»; в дальнейшем генерал-майор (алуф)               |
| Халуци Рудой   | 2005—2008                   | |
| Агай Йехезкель | 2008—2010                   | |
| Моти Барух     | 2010—2012                   | В дальнейшем генерал-майор (алуф)                                                                                          |
| Амир Абулафия  | апрель 2012 — август 2014   | В дальнейшем генерал-майор (алуф)                                                                                          |
| Орен Авман     | август 2014 — март 2016     | |
| Ави Гиль       | март 2016 — январь 2018     | В дальнейшем генерал-майор (алуф)                                                                                          |
| Давид Зини     | январь 2018 — сентябрь 2020 | В дальнейшем генерал-майор (алуф)                                                                                          |
| Ави Розенфельд | 10—15 сентября 2020         | Командир дивизии в дни накануне её расформирования, ставший непосредственно после этого командиром 99-й дивизии «Ха-Базак» |